# Spijkenisserbrug

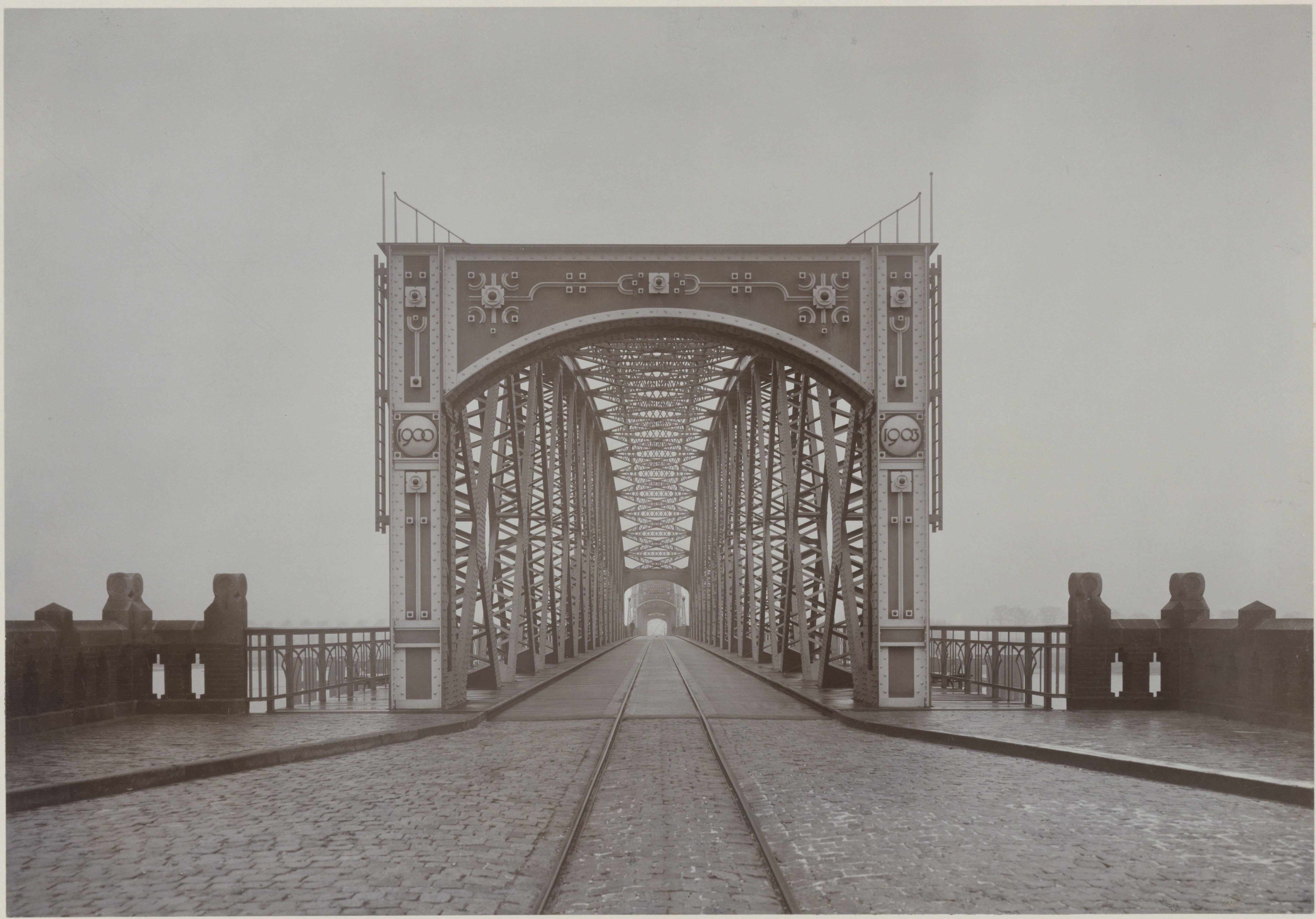
Spijkenisserburg net na oplevering; 1904.

Spijkenisserburg net na oplevering; 1904.

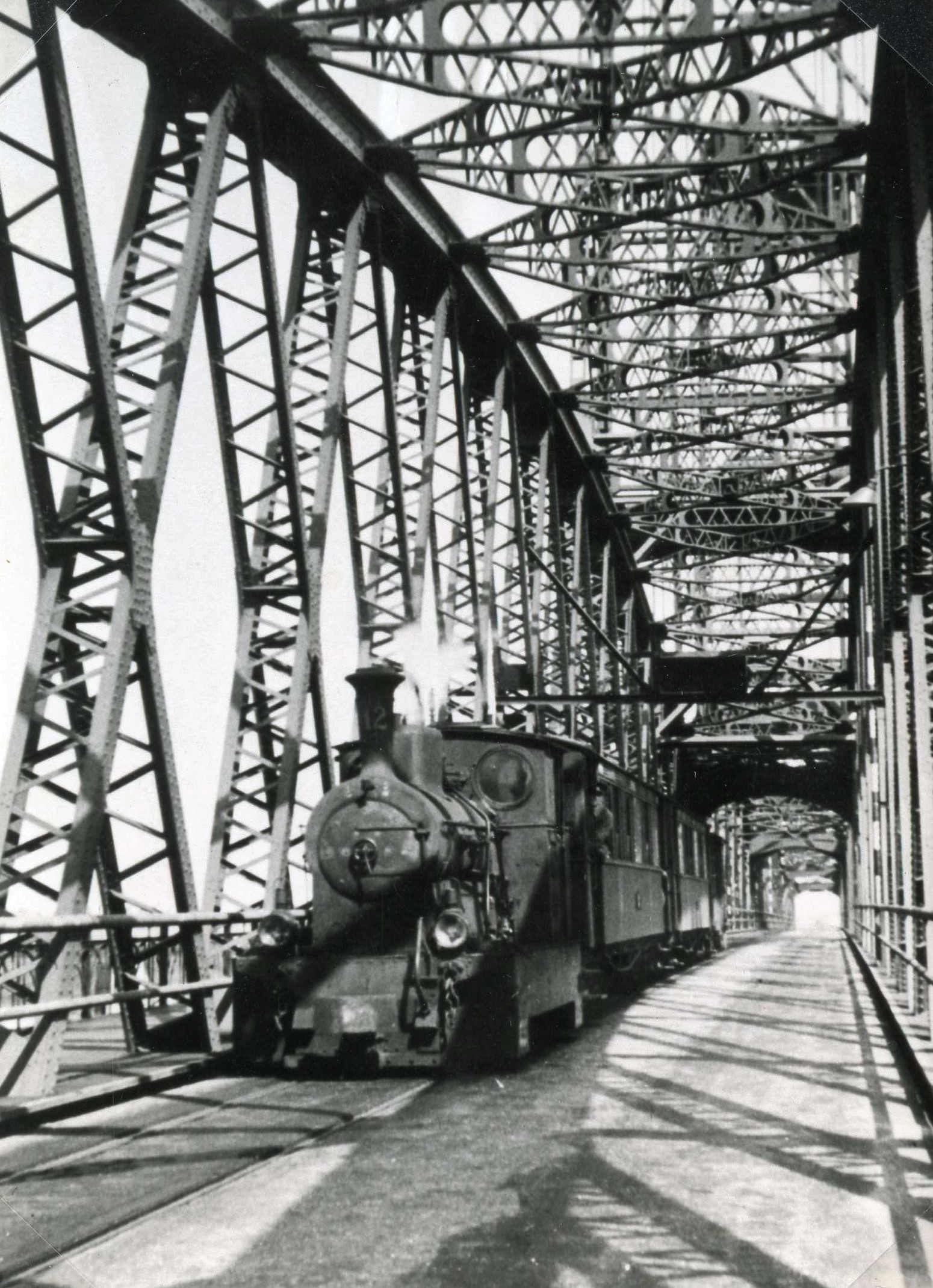
Spijkenisserbrug met stoomtram (RTM loc 12); 1949.

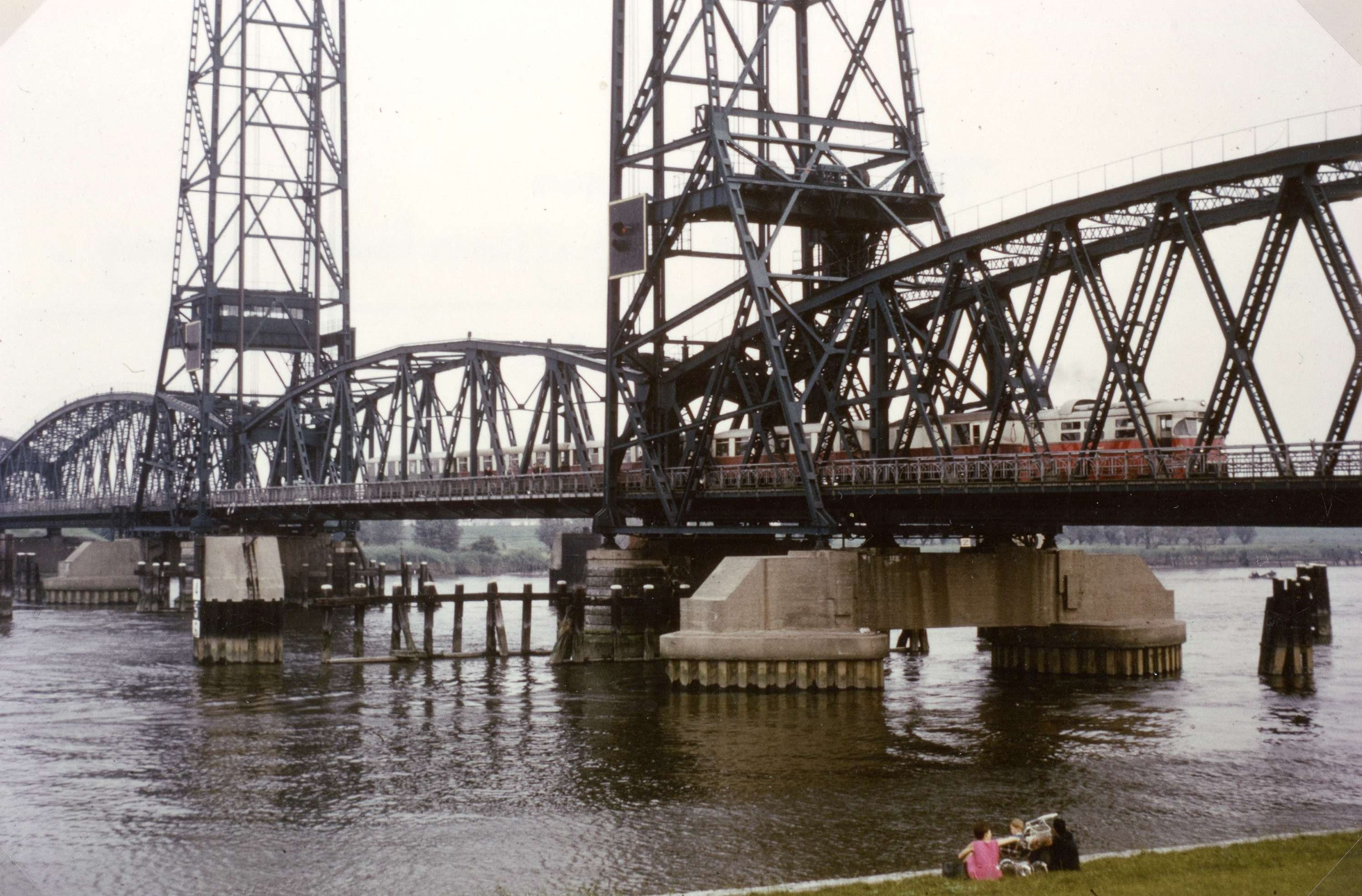
De Spijkenisserbrug met een tram; 1965.

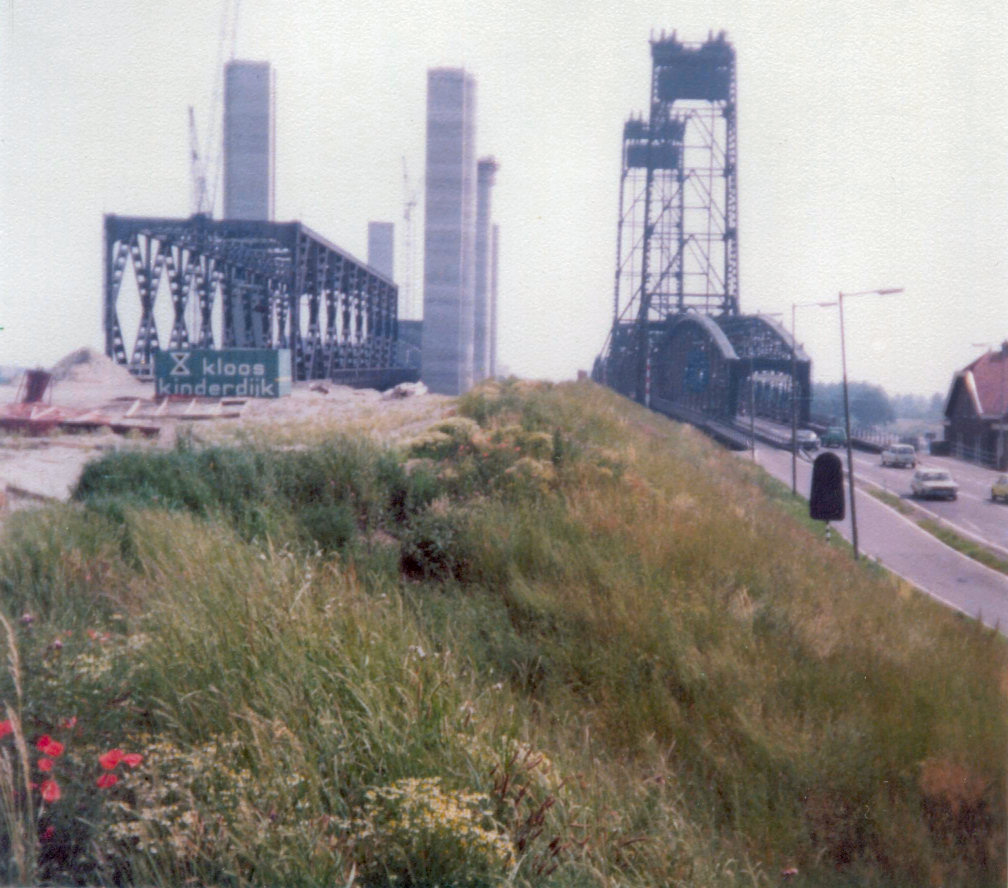
Aanleg nieuwe Spijkenisserbrug, gezien uit het westen; 1977.

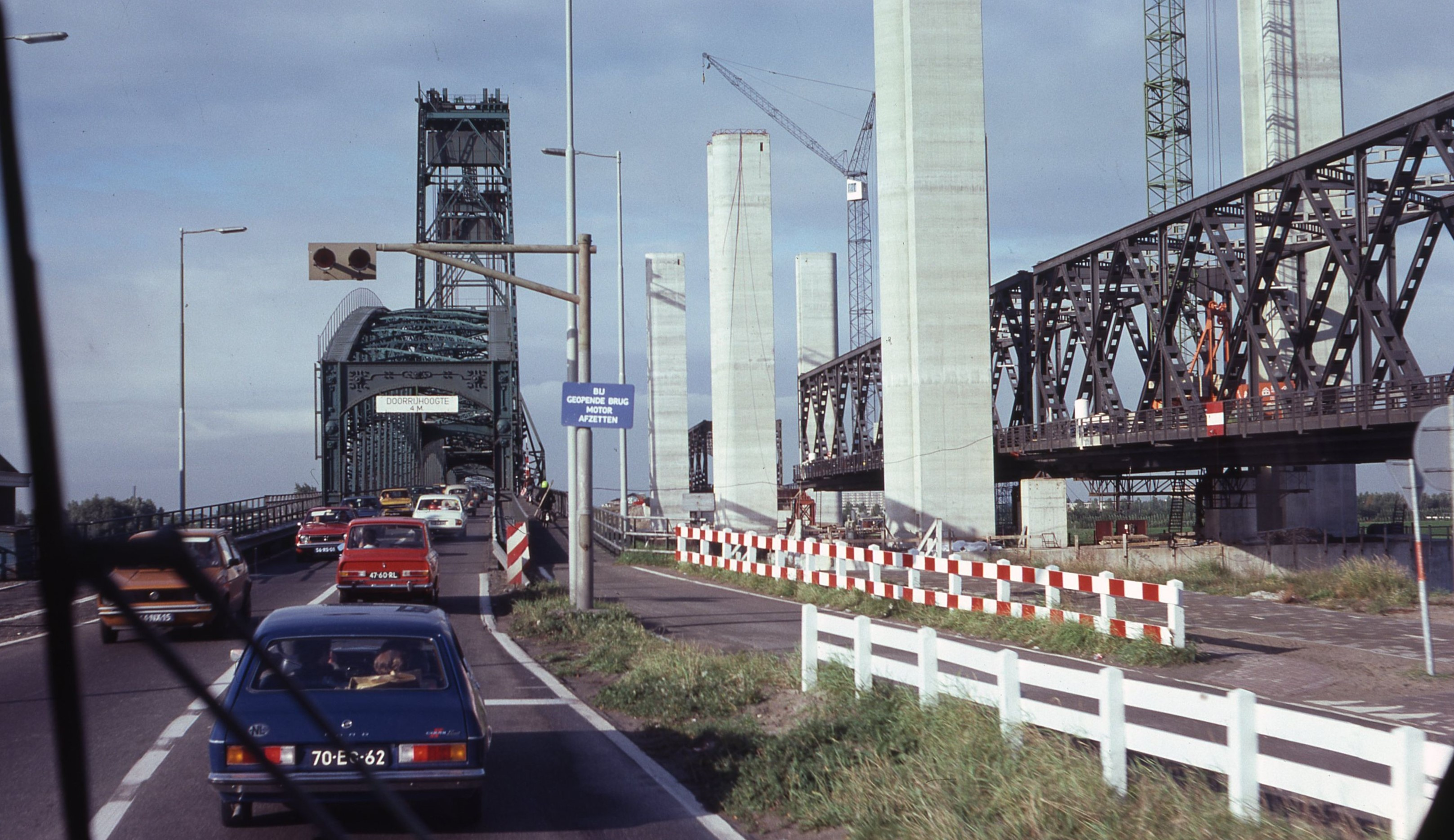
Nieuwe Spijkenisserbrug in aanbouw, gezien vanaf de Hoogvlietse kant; 17 september 1977.

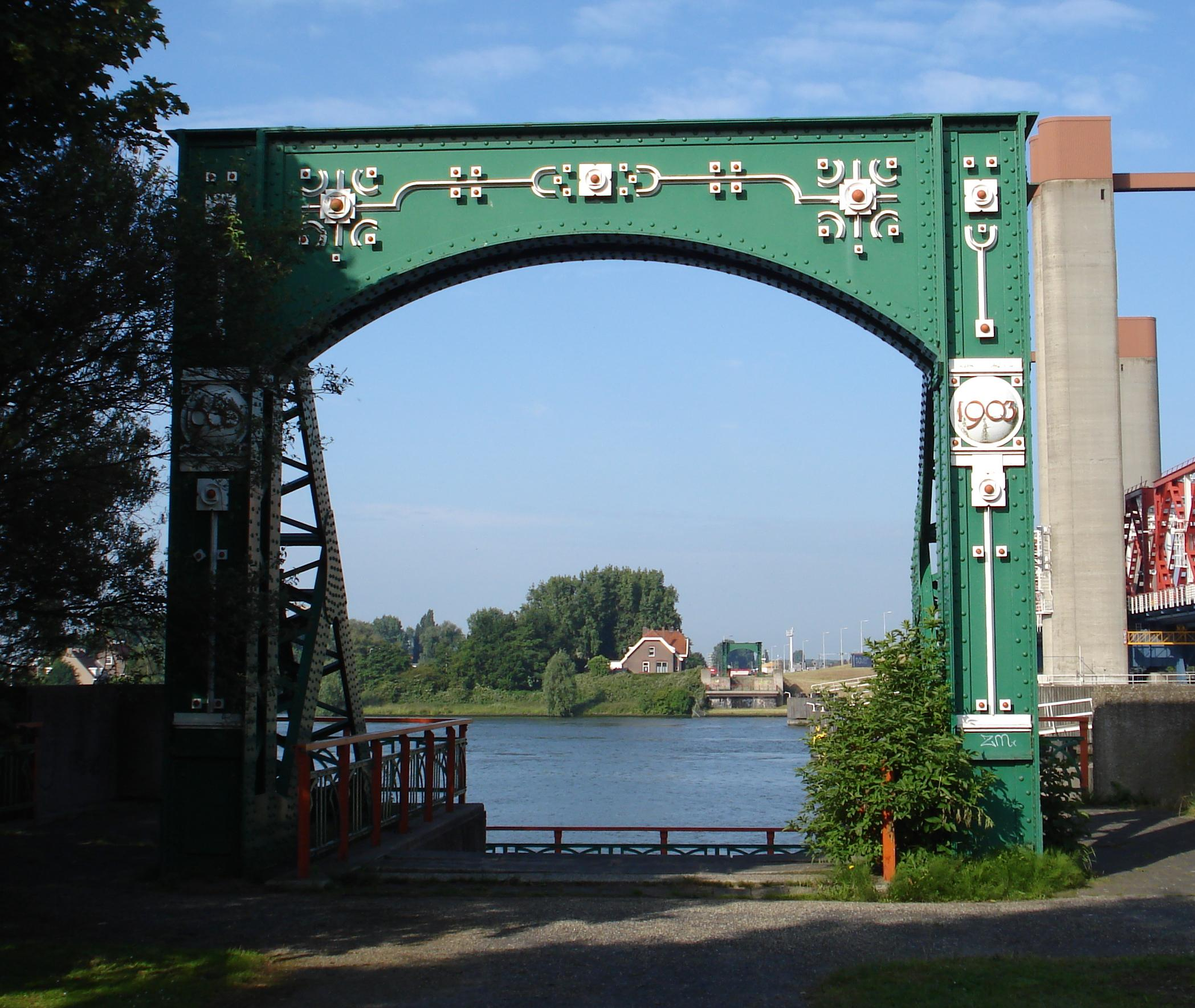
Restant van de oude Spijkenisserbrug.

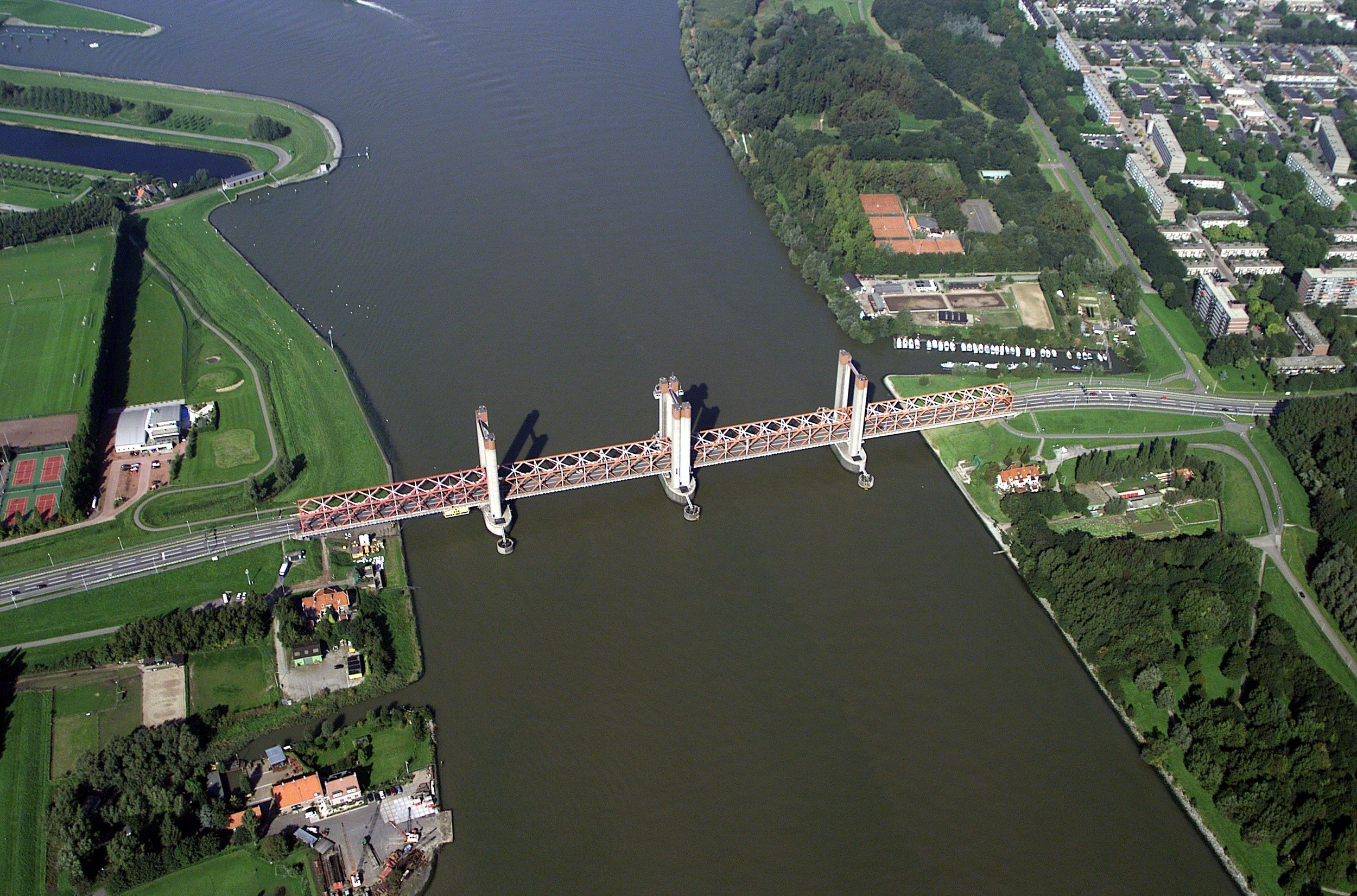
Luchtopname Spijkenisserbrug; 2001. Links is Spijkenisse, rechts is Hoogvliet. Collectie Nederlands Instituut voor Militaire Historie.

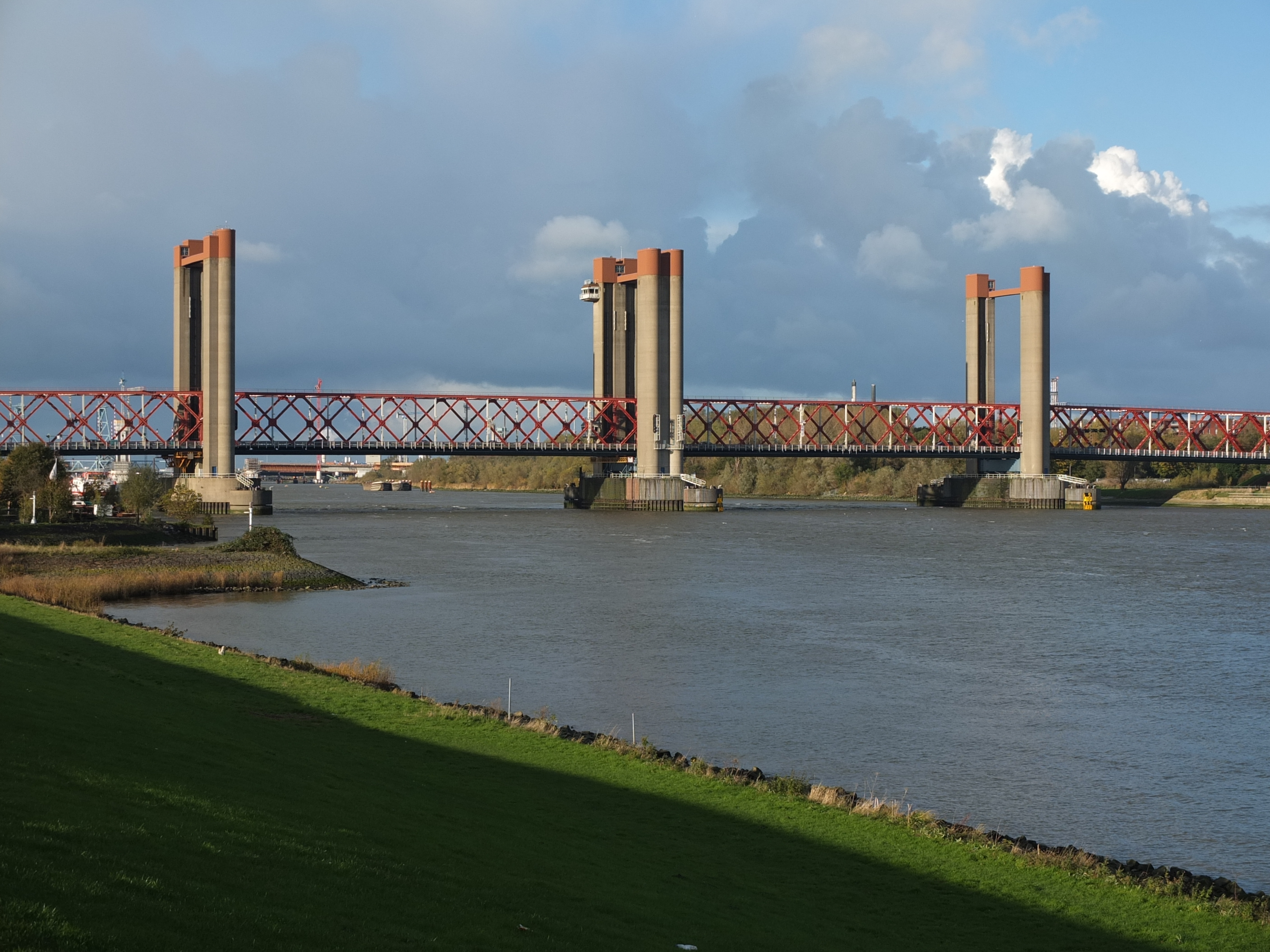
Spijkenisserbrug; 10 november 2013.

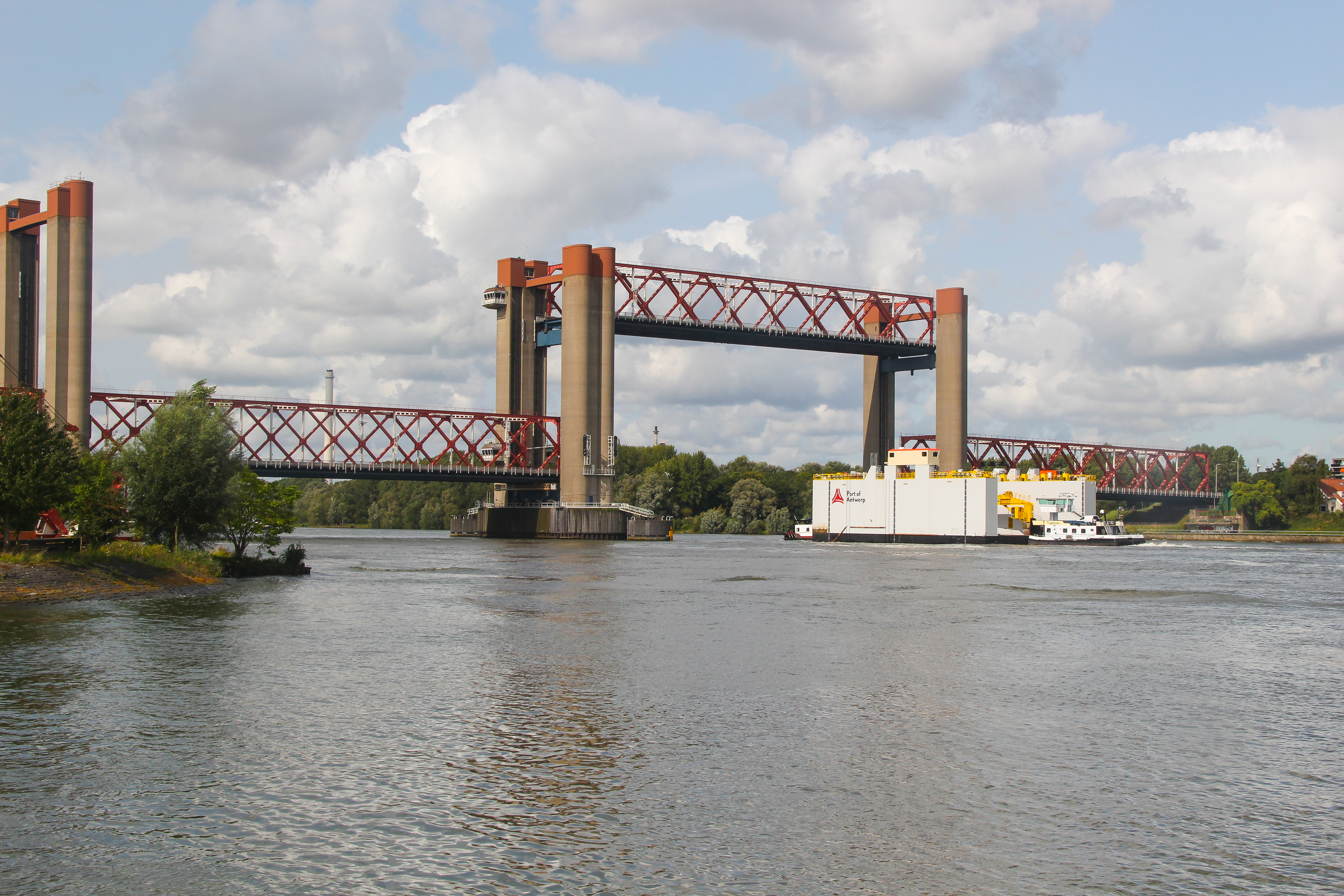
De brug van Spijkenisse in geopende toestand; 20 augustus 2017.

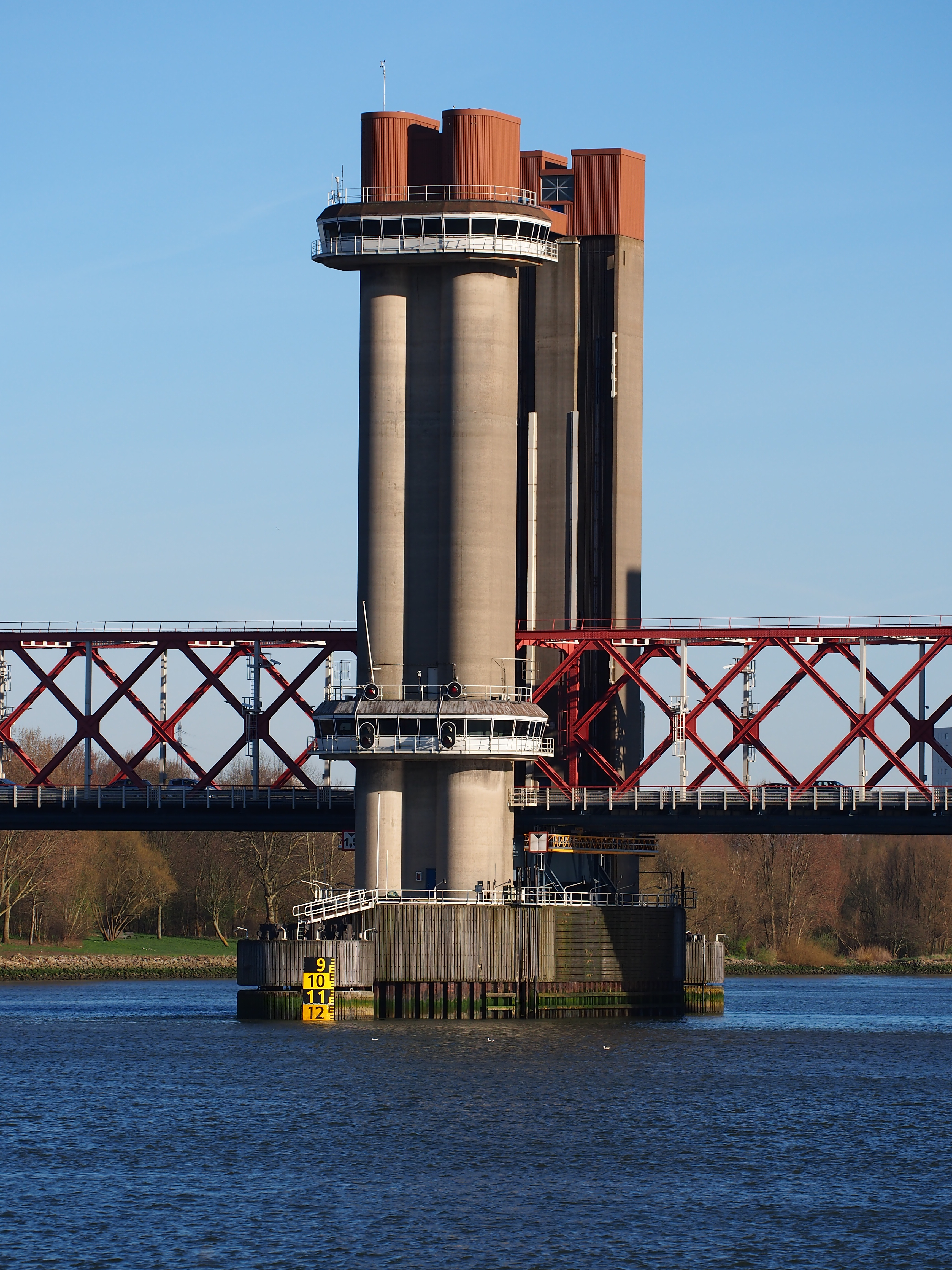
Spijkenisserbrug; 25 maart 2017.

De Spijkenisserbrug is een verkeersbrug over de Oude Maas tussen de Nederlandse plaatsen Hoogvliet en Spijkenisse. De S102 (de Groene Kruisweg) ligt op deze brug. Tot 2016 was de brug onderdeel van de N492.

## 1880-1900: Voorgeschiedenis
In de tweede helft van de negentiende eeuw maakte de Rotterdamse haven een stormachtige ontwikkeling door, waardoor de handel van Spijkenisse en omstreken zich verplaatste van Dordrecht naar Rotterdam. Om de landbouwproducten van Voorne-Putten snel naar de veiling aldaar te kunnen vervoeren, en op die manier optimaal te kunnen profiteren van deze groeiende handel, was er een weg of spoorlijn nodig en dus een brug. Er waren toen alleen veerdiensten die Voorne-Putten met de rest van Zuid-Holland verbonden: tussen Spijkenisse en Hoogvliet, tussen Hekelingen en Nieuw-Beijerland en tussen Hellevoetsluis en Middelharnis.
De eerste plannen voor een brug kwamen er rond 1880. De besluitvorming was echter complex en er waren vele kwesties op te lossen, waardoor het zo'n twintig jaar duurde voordat de brug gebouwd kon worden.

### Complexe besluitvorming
Deze complexiteit bestond uit:
1. Twee wensen die tegelijk werden ingebracht en steeds als één pakket werden behandeld:
  1. Een brug
  2. Een spoorlijn
2. De vele partijen die erbij betrokken waren:
  1. De gemeenten op Voorne-Putten
  2. De Provincie Zuid-Holland en de Staat der Nederlanden als concessie- en subsidiegevers
  3. De maatschappij die de spoorlijn zou aanleggen, beheren en exploiteren

Om al deze partijen op één lijn te krijgen werden opeenvolgende comité's opgericht waarin de gemeenten op Voorne-Putten vertegenwoordigd waren. Burgemeester J.S. Korteweg van Heenvliet en Abbenbroek speelde hierin een sleutelrol: hij was enige tijd voorzitter van het Brugcomité én hij was lid van de Provinciale Staten van Zuid-Holland.

### Kwesties
En er moesten vele beslissingen worden genomen die allemaal tijd vergden:
- Moesten er wel een brug en spoorlijn komen? Niet alle gemeenten op Voorne-Putten waren er in het begin van overtuigd dat een betere verbinding ook in hun voordeel zou zijn.[4]
- Waar moest de brug komen? Over Spijkenisse, over het Spui naar de Hoeksche Waard of via Brielle dan wel Nieuwesluis naar Maassluis / Rozenburg? Uiteindelijk waren alle gemeenten het erover eens dat hij direct naar het vaste land moest gaan en dus over de Oude Maas bij Spijkenisse moest komen.
- Wie zou de spoorlijn gaan bouwen en exploiteren? In aanmerking kwamen: de Hollandsche Spoorwegmaatschappij, het Staatsspoor en ten slotte de Rotterdamsche Tramweg Maatschappij (RTM) die begin 1898 met een concreet plan kwam dat door de diverse partijen werd goedgekeurd.[5] Het plan behelsde: een tramlijn Spijkenisse - Hellevoetsluis, een tramlijn Spijkenisse - Oostvoorne en via een brug over de Oude Maas een tramlijn Rotterdam - Spijkenisse. Spoorwijdte: 1.067 mm (kaapspoor), snelheid: 20 km per uur, waardoor de afstand Brielle - Rotterdam in ongeveer 1,50 uur zou kunnen worden afgelegd.[6]
- Smalspoor of normaalspoor? De RTM reed alleen op smalspoor (1.067 mm), maar enkele tuinders op Voorne wilden normaalspoor (1.435 mm). De meerderheid van de afgevaardigden koos eieren voor zijn geld en ging akkoord met smalspoor.
- Wie zou dit alles betalen? Uiteindelijk werd de verdeling: 50% staat, 25% provincie en gemeenten en 25% RTM.[7]
- Zou de brug behalve voor trams ook opengesteld worden voor ander verkeer? In eerste instantie wilde de RTM dat er alleen trams over zouden rijden.[6]
- Zou een vaste brug niet te veel hinder voor de scheepvaart naar Dordrecht betekenen? Dit bezwaar werd van ondergeschikt belang geacht.

### Besluiten
- Tijdens een vergadering op 18 februari 1898 hebben de afgevaardigden van veel gemeenten op Voorne-Putten het voorstel van de RTM aangenomen (met 9 stemmen tegen en 67 voor).[8]
- Op 16 maart 1898 ging vervolgens, tijdens een buitengewone vergadering, de Provinciale Staten van Zuid-Holland akkoord met het verlenen van een renteloos voorschot aan de RTM voor het aanleggen en in exploitatie brengen van tramwegen op de Zuid-Hollandse Eilanden Hoeksche Waard en Voorne-Putten.[9] Om de beslissing van de Staten te vergemakkelijken, had de ene na de andere gemeente op Voorne-Putten een subsidie (van wisselende hoogte) toegezegd aan RTM, die zou gelden gedurende de eerste tien jaren na de ingebruikname van de tramlijn.
- Bij wet van 23 mei 1899[10] is onder andere bepaald dat bij Spijkenisse een brug over de Oude Maas zou worden aangelegd, voor rekening van de Staat.
- De brug werd gebouwd tussen 1900 en 1903. Hij was direct geschikt voor alle verkeer. De tramdienst startte in 1905.

## 1903-1978: De eerste tram- en verkeersbrug
Deze eerste Spijkenisserbrug uit 1903 werd ontworpen door hoofdingenieur H.M. Henket (1863-1902) van Rijkswaterstaat. Het was een vierdelige vakwerkconstructie waarvan een van de middelste delen was uitgevoerd als draaibrug; de overige drie delen waren elk 83,7 m lang; in totaal was de brug 351,44 m lang. De draaibrug werd met de hand bediend door brugwachters, het kostte twee man zes minuten om de brug open te draaien, plus drie minuten om de seinen en slagbomen te bedienen. Als er binnen twintig minuten een tram werd verwacht, moest het scheepvaartverkeer daarop wachten. In de jaren twintig werd de draaibrug geëlektrificeerd, waardoor het openen en sluiten sneller en gemakkelijker ging. Als de draaibrug open was, had hij twee doorvaarten van 25 meter breed. Hierdoor konden schepen de brug passeren. De doorvaarthoogte bedroeg 6,40 +N.A.P.. De trambaan lag in het midden, waardoor het andere wegverkeer was gestremd zolang er een tram op de brug was.
Omdat de brug een obstakel werd door de lange wachttijden die het draaien kostte, werd in 1933 de draaibrug verbouwd tot hefbrug, met een doorvaarthoogte van 55 m. Tegelijkertijd werd de vakwerkbrug vervangen, werd de rijvloer verbreed naar 5,40 m en werden twee tramsporen aangelegd; zodat de tram het wegverkeer kon kruisen. De stremmingen bij het passeren van een tram werden zo opgeheven. De fietspaden zijn toen buiten de hoofdliggers gebracht.
Tijdens de Tweede Wereldoorlog werd de brug onder bewaking van het Duitse leger gesteld, omdat deze de enige vaste oeververbinding vormde tussen Voorne-Putten en het eiland IJsselmonde. Hierdoor was de brug van strategisch belang in het geval geallieerde troepen op Voorne-Putten zouden landen en verder zouden trekken richting Rotterdam. Nabij de brug waren daarom bunkers en versperringen geplaatst. De laatste Duitse bunker aan Spijkenisser zijde werd verwijderd in 1985.
Tot 1966 heeft de RTM over deze brug tramdiensten verzorgd. Ook toen de tram was opgeheven en de verkeersdrukte verder toenam, bleef de Spijkenisserbrug een flessenhals en verkreeg de brug de twijfelachtige bijnaam 'brug der zuchten'. De brug werd in 1967 3,5 meter verhoogd en zo op Rijnvaarthoogte gebracht om minder vaak te hoeven openen voor het eveneens groeiende scheepvaartverkeer (en de almaar groter wordende schepen). Maar het werd steeds duidelijker dat deze brug niet langer te handhaven was: toenemende scheepvaart, toenemend verkeer, sterke toename van de stroomsnelheid en grote risico's op beschadigingen.

## Sinds 1978: Een nieuwe brug
In de jaren zeventig werd daarom besloten de brug te vervangen. Deze nieuwe brug werd naast de oude brug gebouwd, om het verkeer over de brug zo min mogelijk te storen. De nieuwe brug werd hoger gelegd dan de oude, zodat deze minder vaak hoeft te worden geopend voor het scheepvaartverkeer. De nieuwe brug bestaat, voor zover het de brugdelen betreft, uit vier van de tien oude delen van de Moerdijkbrug, die eveneens vervangen werd; de overige zes brugdelen werden gebruikt voor het vervangen van de Brug bij Keizersveer. De capaciteit van de brug werd hierdoor vergroot van twee zeer smalle rijstroken naar drie brede rijstroken, waarvan één gebruikt werd als busbaan in de richting Hoogvliet. De doorvaarthoogte werd 87,5 m. De nieuwe brug werd op 11 juli 1978 officieel opengesteld door toenmalig Minister van Verkeer en Waterstaat Danny Tuijnman.
Na de openstelling van de nieuwe Spijkenisserbrug is de oude brug afgebroken. De brugportalen op beide oevers zijn als monumenten teruggeplaatst. Doordat in de laatste jaren van de brug weinig aandacht was besteed aan het uiterlijk van de brug, waren de portalen geheel donkergroen/antraciet gekleurd en in deze vorm niet geschikt voor de monumenten. Naar aanwijzingen van een voormalige brugwachter zijn ze in de oorspronkelijke wit/groene kleuren geverfd.
Al na enige jaren blijkt de nieuwe brug niet meer voldoende capaciteit te kunnen bieden aan de almaar groeiende verkeersintensiteit. Daarnaast staat de brug regelmatig open voor hoge passerende schepen. Inmiddels ontstaan nieuwe discussies over hoe om te gaan met dit probleem. Oplossingen worden gezocht in het verhogen van de brug of het openen van de brug op vaste tijden. Geen van deze oplossingen worden werkelijk uitgevoerd. Wel werd de busbaan opgeofferd om plaats te maken voor een wisselstrook, die op 17 februari 2000 in gebruik werd genomen door Minister van Verkeer en Waterstaat Tineke Netelenbos, zodat tijdens de spits het verkeer beter kon worden verwerkt. Het gebruik van busstrook was al sinds de opening van de metro naar Spijkenisse in 1985 sterk afgenomen en ook de laatste buslijn (Spijkenisse - Schiedam) zou gaan verdwijnen bij de ingebruikname van de metrolijn richting Schiedam in 2002, waardoor de busbaan geen functie meer zou hebben.
Ongeveer gelijktijdig met de aanleg van de wisselstrook werd de stalen vakwerkconstructie onderworpen aan groot onderhoud waarbij de (door de vele jaren op elkaar geverfde) verflagen geheel verwijderd werden en een nieuwe laag werd aangebracht. Dit bleek nodig aangezien eerder opgebrachte verflagen snel afbladderden en zodoende de kwaliteit van het staal beïnvloedden. Onderzoek wees uit dat ondanks de toenemende belasting de uit de jaren dertig stammende constructie nog vele jaren mee kon gaan.

## Toekomst van de brug
De groeiende verkeersintensiteit is deels door de bouw van een nieuwe Botlekbrug en de verbreding van de Hartelbrug opgevangen. Desondanks blijven gebruikers van de Spijkenisserbrug verkeershinder ervaren, omdat de weginfrastructuur door Hoogvliet niet de gewenste capaciteit heeft om de verkeersintensiteit vanuit Spijkenisse te verwerken. Daarnaast dragen de regelmatige brugopeningen bij aan een onregelmatige verkeersstroom. Omdat de brugdelen tachtig jaar en de overige delen veertig jaar in gebruik zijn en doordat vanwege uitgesteld onderhoud de brug eveneens storingsgevoeliger is geworden, leidt dit tot een lagere beschikbaarheid en bedrijfszekerheid. Als onderdeel van het onderhoudsprogramma "Samen werken aan een bereikbaar Zuid-Holland" renoveert Rijkswaterstaat de Spijkenisserbrug tussen 2021 en 2024. Het is nog onbekend of de renovatie zich slechts richt op duurzamer onderhoud en een verlengde levensduur, of dat ook de verkeerscapaciteit zal worden vergroot. De voorbereidingen daarvoor startten in 2019. De brug wordt nauwkeurig gemonitord op storingen.
Globaal wordt echter aangenomen dat slechts de aanleg van nieuwe infrastructuur zoals de gewenste A4-zuid (ontbrekend deel van de A4 tussen Hoogvliet en Klaaswaal waardoor Spijkenisse een nieuwe zuidoostelijke ontsluiting krijgt richting Rotterdam, Noord-Brabant en Zeeland) voldoende bijdraagt in de mobiliteitsproblematiek van Spijkenisse.